# دانشگاه باپتیست میسوری
دانشگاه باپتیست میسوری (MBU) (به انگلیسی: Missouri Baptist University)یک دانشگاه خصوصی باپتیست جنوبی در کریو کور، میزوری است. این یکی از سه دانشگاه کنوانسیون باپتیست میسوری است. پردیس اصلی در زمینی به مساحت ۶۸ هکتار در نزدیکی Creve Coeur و تاون اند کانتری، میزوری در شهرستان سنت لوئیس، میزوری، خارج از بزرگراه ۶۴–۴۰ واقع شده‌است. در حال حاضر ۱۲ مکان دانشگاه باپتیست میسوری از جمله مراکز یادگیری منطقه ای آن در سراسر منطقه سنت لوئیس و ایلینوی وجود دارد. این مدرسه ۵۳۰۹ دانش آموز را در سال ۲۰۱۹ ثبت نام کرد. این دانشگاه در سال ۲۰۱۶ از عنوان IX مستثنی شد که به آن اجازه می‌دهد از نظر قانونی علیه دانشجویان دگرباشان جنسی به دلایل مذهبی تبعیض قائل شود.